# Ордановский, Александр Яковлевич
Александр Яковлевич Ордановский (30 августа 1901, с. Вишневец, Волынская губерния, Российская империя — 11 марта 1945, Восточная Пруссия, нацистская Германия) — советский военачальник, полковник (1943).

## Биография
Родился 30 августа 1901 года в селе Вишневец, ныне одноименный посёлок в Збаражском районе, Тернопольской области, Украины.

### Военная служба

#### Гражданская война
5 июля 1920 года добровольно вступил в РККА в городе Кременец и был зачислен красноармейцем в 402-й стрелковый полк 45-й стрелковой дивизии. С сентября служил старшим писарем в штабе дивизии. В ее составе воевал с белополяками на Юго-Западном фронте, участвовал в боях на злочевском, затем львовском направлениях. В конце 1920 года дивизия вела боевые действия против петлюровцев и частей 3-й армии генерала П. Н. Врангеля, действовавших в Западной Украине.

#### Межвоенные годы
В послевоенный период продолжал служить в 45-й Волынской стрелковой дивизии. С мая 1921 года командовал взводом в 402-м и 135-м стрелковых полках, с ноября был адъютантом начальника дивизии, с сентября 1922 года — начальником хозяйственной команды, затем комендантом штаба дивизии. В ноябре 1923 года переведен в 100-ю стрелковую дивизию УВО, где занимал должности начальника комендантской команды, помощника начальника административно-хозяйственной части и младшего помощника начальника оперативной части штаба дивизии. С августа 1925 года по август 1927 года находился на учебе в Киевской объединенной военной школе командиров им. Главкома С. С. Каменева, после окончания направлен в 16-й стрелковый им. Коминтерна полк 6-й Орловской стрелковой дивизии МВО. В этом полку занимал должности командира стрелкового взвода и взвода полковой школы, начальника военно-хозяйственного довольствия, начальника штаба батальона, помощника начальника штаба и врид начальника штаба полка.
С августа 1933 года был начальником штаба и врид командира 27-го отдельного территориального стрелкового батальона 9-го отдельного территориального полка. В марте 1935 года назначен помощником начальника штаба 147-го стрелкового полка 49-й стрелковой дивизии МВО, затем в мае переведен в 18-ю стрелковую дивизию на должность начальника штаба 52-го стрелкового полка. В августе полк был переброшен в ЛВО в Карелию (дер. Нурмолица Олонецкого района). С 23 марта 1938 года по 15 декабря 1939 года майор Ордановский находился под следствием органов НКВД и содержался в Петрозаводской тюрьме НКВД Карельской АССР (арестован по ст. 58-10 УК РСФСР), затем был освобожден в связи с прекращением дела. После восстановления в кадрах РККА в январе 1940 года назначен преподавателем тактики Высшей военной школы штабной службы, с апреля 1941 года исполнял должность преподавателя кафедры общей тактики Военной академии РККА им. М. В. Фрунзе.

#### Великая Отечественная война
В начале войны с июня 1941 года подполковник Ордановский был преподавателем общей тактики в Высшей военной школе ПВО РККА. В сентябре 1942 года направлен в распоряжение ГУК НКО, затем в конце месяца назначен начальником штаба 147-й стрелковой дивизии ПриВО. В январе 1943 года она вошла в состав 2-й ударной армии Волховского фронта и участвовала в прорыве блокады Ленинграда (Операция «Искра»). В том же месяце за невыполнение дивизией боевой задачи и плохую организацию боевых действий он, как и командир дивизии, был отстранен от должности и в феврале месяце назначен командиром 511-го стрелкового полка 239-й стрелковой дивизии 8-й армии Волховского фронта. В марте — апреле полк под его командованием в составе дивизии вел тяжелые наступательные бои в районе Жихарево, Посёлок № 3. Затем дивизия, сдав полосу обороны частям 282-й стрелковой дивизии, была выведена на доукомплектование в район ст. Большая Вишера. До января 1944 года она занималась боевой подготовкой и сколачиванием подразделений и частей.
20 ноября 1943 года полковник Ордановский был допущен к командованию 239-й стрелковой дивизией. С 14 января 1944 года она вошла в состав 59-й армии и первой на Волховском фронте перешла в наступление в районе Тютицы Новгородского района Ленинградской области. 18 января ее части, в результате умелого обходного маневра, вышли в район ст. Нащи на линии Новгород, Батецкая и отрезали пути отхода окруженной группировки противника в районе Новгорода, чем способствовали освобождению этого города. Указом ПВС СССР от 21 января 1944 года за образцовое выполнение заданий командования в этих боях дивизия была награждена орденом Красного Знамени. С февраля 1944 года дивизия вела боевые действия в составе Ленинградского, а с апреля — 3-го Прибалтийского фронтов. С мая по июль 1944 года Ордановский командовал 85-й стрелковой Павловской Краснознаменной дивизией 67-й армии. 21 июля 1944 года был ранен и эвакуирован в госпиталь. После излечения с ноября находился в распоряжении ГУК НКО, затем Военного совета 3-го Белорусского фронта. В начале января 1945 года назначен командиром 173-й стрелковой Оршанской Краснознаменной дивизии, входившей в состав 36-го стрелкового корпуса 31-й армии. В ходе Восточно-Прусской наступательной операции 11 марта 1945 года полковник Ордановский погиб в бою. Похоронен на воинском кладбище в городе Каунас.
За время войны комдив Ордановский был два раза персонально упомянут в благодарственных в приказах Верховного Главнокомандующего.

## Награды
- три ордена Красного Знамени (04.11.1943[7], 23.01.1944[8], 21.02.1945[9][10])
- орден Отечественной войны I степени (31.03.1945)[11]
- медаль «За оборону Ленинграда» (27.11.1942)[12]

Приказы (благодарности) Верховного Главнокомандующего в которых отмечен А. Я. Ордановский.
- За овладение важным хозяйственно-политическим центром страны городом Новгород- крупным узлом коммуникаций и мощным опорным пунктом обороны немцев. 20 января 1944 года № 61.
- За прорыв мощной, долговременной, глубоко эшелонированной обороны противника в районе Мазурских озёр, считавшейся у немцев со времён первой мировой войны неприступной системой обороны, и овладение городами Бартен, Дренгфурт, Растенбург, Раин, Николайкен, Рудшанни, Пуппен, Бабинтен, Теервиш, превращёнными немцами в сильные опорные пункты обороны. 27 января 1945 года. № 258.